# Clathraria elongata
Clathraria elongata is een zachte koraalsoort uit de familie Melithaeidae. De koraalsoort komt uit het geslacht Clathraria. Clathraria elongata werd in 1859 voor het eerst wetenschappelijk beschreven door Gray. 